# لئونید زایکو
لئونید زایکو (روسی: Леонид Николаевич Зайко؛ زادهٔ ۱۵ فوریهٔ ۱۹۴۸) بازیکن والیبال، و مربی (ورزش) اهل روسیه است.